# Drupa morum

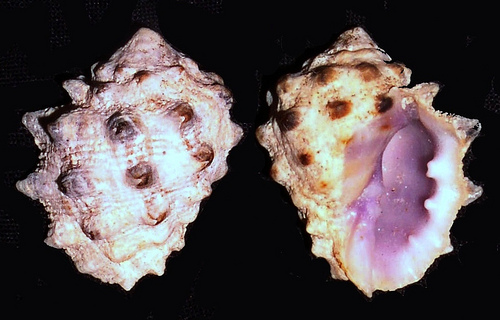
Gehäuse von Drupa morum

Drupa morum ist der Name einer Schnecke aus der Familie der Stachelschnecken, die im Indopazifik verbreitet ist und sich von Vielborstern der Familie Eunicidae ernährt.

## Merkmale
Das dickwandige, kugelige Gehäuse von Drupa morum, das bei ausgewachsenen Schnecken eine Länge von etwa 4 cm erreicht, hat eine flache Basis, ein niedriges Gewinde, einen großen Körperumgang und eine schmale Gehäusemündung. Der Körperumgang ist mit vier spiraligen Reihen großer konischer Knoten und einer vorderen spiraligen Rippe mit niedrigeren Knoten skulpturiert. Es gibt eine stachelige vordere Fasciole. Zwischen den Reihen der Knoten verlaufen feine spiralige Schnüre. Die äußere Lippe der Gehäusemündung ist fein gezähnt und hat am inneren Rand in der Mitte zwei verschmolzene und vorn zwei einzelne Zähnchen, außerdem hinten vier verschmolzene Zähnchen. Die Spindel weist drei oder vier kräftige Falten auf. Der vordere Kanal des Schneckenhauses ist kurz und schmal, der hintere eine lange flache Rinne. Die Oberfläche der Schale ist gelbbraun bis weiß, die Knoten schwarz oder braun, das Innere der Gehäusemündung dunkelviolett.

## Verbreitung und Lebensraum
Drupa morum ist im Indopazifik von der ostafrikanischen und der südafrikanischen Küste KwaZulu-Natals ostwärts bis nach Westaustralien und Queensland verbreitet, wo sie auf felsigen Untergründen in der Gezeitenzone zu finden ist.

## Lebenszyklus
Wie andere Stachelschnecken Drupa morum ist getrenntgeschlechtlich mit innerer Befruchtung. Aus den nach der Begattung abgelegten Eikapseln schlüpfen ähnlich wie bei Drupa ricinus ausgesprochen teleplane, große Veliger-Larven, die durch ihr langlebiges Stadium als Zooplankton zur weiten Verbreitung der Art im Indopazifik beitragen.

## Ernährung
Drupa morum ernährt sich als Raubschnecke vor allem von Vielborstern der Familie Eunicidae.